# Georg von Silberhorn

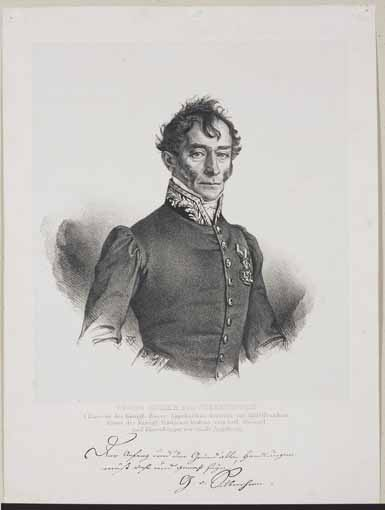
Georg von Silberhorn

Georg Silberhorn, ab 1809 Edler von Silberhorn (* 21. Januar 1782 in Sünching als Johann Georg Silberhorn; † 24. Oktober 1854 in München), war ein deutscher Jurist und Ehrenbürger von Augsburg.

## Familie
Silberhorn wurde als zweites Kind des aus Cham stammenden Gerbers Johann Michael Silberhorn sowie seiner Ehefrau Anna Maria Raith in Sünching geboren. Sein älterer Bruder ist der katholische Pfarrer Johann Nepomuk Silberhorn.

## Leben
Georg Silberhorn schloss 1798 das (heutige) Wilhelmsgymnasium München ab. Anschließend absolviert er am angeschlossenen Lyzeum das obligatorische zweijährige Grundstudium (= Philosophie) und wechselte dann 1800 zum Jurastudium an die Universität Landshut.
Silberhorn wurde 1809 in den Adelsstand erhoben. Von 1818 bis 1838 war er Erster Direktor des Augsburger Kreis- und Stadtgerichts und des Appellationsgerichts. Am 4. Juni 1837 wurde er in Anerkennung seiner Verdienste um die Stadt Augsburg zu deren Ehrenbürger ernannt. In der Zeit von 1838 bis 1845 war er Erster Direktor und anschließend bis 1851 Präsident des Appellationsgerichts in Bamberg.
Silberhorn bekam außerdem das Ritterkreuz des Verdienstordens der Bayerischen Krone und des Ordens vom Heiligen Michael verliehen.